# Chính sách đối ngoại
Chính sách đối ngoại của một quốc gia, còn được gọi là chính sách ngoại giao, bao gồm các chiến lược do nhà nước lựa chọn để bảo vệ lợi ích của quốc gia mình và đạt được các mục tiêu trong môi trường quan hệ quốc tế. Các phương pháp được sử dụng một cách chiến lược để tương tác với các quốc gia khác. Nghiên cứu về các chiến lược như vậy được gọi là phân tích chính sách đối ngoại. Trong thời gian gần đây, do mức độ toàn cầu hóa và các hoạt động xuyên quốc gia ngày càng sâu rộng, các quốc gia cũng sẽ phải tương tác với các chủ thể phi quốc gia. Sự tương tác nói trên được đánh giá và giám sát trong nỗ lực tối đa hóa lợi ích của hợp tác quốc tế đa phương. Vì lợi ích quốc gia là tối quan trọng, các chính sách đối ngoại được chính phủ thiết kế thông qua các quy trình ra quyết định cấp cao. Thành tựu lợi ích quốc gia có thể xảy ra do kết quả hợp tác hòa bình với các quốc gia khác, hoặc thông qua khai thác hay lợi dụng. Thông thường, việc tạo chính sách ngoại giao là công việc của người đứng đầu chính phủ và bộ trưởng ngoại giao (hoặc tương đương). Ở một số nước, cơ quan lập pháp cũng có tác dụng đáng kể. Chính sách đối ngoại của các quốc gia có tỷ lệ thay đổi và phạm vi ý định khác nhau, có thể bị ảnh hưởng bởi các yếu tố làm thay đổi lợi ích quốc gia hoặc thậm chí ảnh hưởng đến sự ổn định của chính quốc gia đó. Chính sách đối ngoại của một quốc gia có thể có tác động sâu sắc và lâu dài đối với nhiều quốc gia khác và trên toàn bộ quan hệ quốc tế, như Học thuyết Monroe mâu thuẫn với các chính sách trọng thương của các nước châu Âu thế kỷ 19 và mục tiêu độc lập của các nước Trung Mỹ và Nam Mỹ mới thành lập.

## Lịch sử
Nhà triết học Hy Lạp cổ đại Aristotle đã mô tả con người là động vật xã hội. Do đó, tình bạn và quan hệ đã tồn tại giữa con người kể từ khi bắt đầu tương tác với con người. Khi tổ chức phát triển trong các vấn đề của con người, quan hệ giữa người với người cũng được tổ chức lại. Chính sách đối ngoại vì thế đã tồn tại từ thời nguyên thủy. Sự khởi đầu trong các vấn đề của con người về quan hệ đối ngoại và sự cần thiết phải có chính sách đối ngoại để đối phó với họ cũng lâu đời như tổ chức cuộc sống của con người theo từng nhóm. Trước khi có chữ viết, hầu hết các mối quan hệ này được thực hiện bằng lời nói và để lại ít bằng chứng khảo cổ trực tiếp.
Các tài liệu từ thời cổ đại, Kinh thánh, các truyện thơ Homer, sách lịch sử của Herodotus và Thucydides, và nhiều người khác, cho thấy sự tích lũy kinh nghiệm trong việc giao tiếp với người nước ngoài. Các tác phẩm cổ của Trung Quốc và Ấn Độ đưa ra nhiều bằng chứng về tư tưởng liên quan đến việc quản lý quan hệ giữa các dân tộc dưới hình thức trao đổi ngoại giao giữa các nhà cai trị và các quan chức của các quốc gia khác nhau và trong các hệ thống quan hệ chính trị nhiều tầng như triều đại nhà Hán và các vị vua trực thuộc, với các thế lực mạnh mẽ hơn mà  đã tiến hành các mối quan hệ đối ngoại hạn chế của riêng mình miễn là những điều đó không can thiệp vào nghĩa vụ chính của họ đối với chính quyền trung ương, các chuyên luận của Chanakya và các học giả khác, và văn bản của các hiệp ước cổ đại, cũng như các tác phẩm cổ đại đã biết đến. thậm chí các nguồn cũ hơn đã bị mất hoặc chỉ còn ở dạng rời rạc từng phần.

## Thế kỷ 20
Chiến tranh toàn cầu đã xảy ra hai lần trong thế kỷ XX. Do đó, quan hệ quốc tế trở thành mối quan tâm của công chúng cũng như một lĩnh vực nghiên cứu và nghiên cứu quan trọng. Sau chiến tranh thế giới thứ hai và trong những năm 1960, nhiều nhà nghiên cứu  ở Mỹ nói riêng và từ các quốc gia khác, đã đưa ra vô số tác phẩm nghiên cứu và lý thuyết. Nghiên cứu này được thực hiện cho quan hệ quốc tế và không phải cho chính sách đối ngoại. Dần dần, các lý thuyết khác nhau bắt đầu phát triển xung quanh quan hệ quốc tế, hệ thống quốc tế và chính trị quốc tế, nhưng nhu cầu về lý thuyết chính sách đối ngoại (nghĩa là điểm khởi đầu ở mỗi quốc gia có chủ quyền) tiếp tục nhận được sự quan tâm không đáng kể. Lý do là các quốc gia thường giữ bí mật chính sách đối ngoại của mình như văn kiện bảo mật chính thức và không giống như ngày nay, việc công chúng biết về các chính sách này được coi là không thích hợp.  Bí mật này là một phần thiết yếu cho khuôn khổ xây dựng chính sách đối ngoại.
Chiến tranh thế giới thứ hai và sự tàn phá của nó đặt ra một mối đe dọa và thách thức lớn cho nhân loại, điều này cho mọi người thấy tầm quan trọng của quan hệ quốc tế. Mặc dù việc xây dựng chính sách đối ngoại tiếp tục vẫn là một quá trình được bảo vệ chặt chẽ ở cấp quốc gia, nhưng việc tiếp cận rộng hơn với hồ sơ chính phủ và lợi ích công cộng lớn hơn đã cung cấp nhiều dữ liệu hơn từ đó công việc hàn lâm đặt quan hệ quốc tế trong khuôn khổ khoa học chính trị. Các khóa học sau đại học và sau đại học được phát triển. Nghiên cứu được khuyến khích, và dần dần, quan hệ quốc tế đã trở thành một ngành học thuật trong các trường đại học trên khắp thế giới.  Chủ đề của việc các công dân có tham gia xây dựng hay không có lợi cho các môn "nghệ thuật", hoặc liệu các môn học như truyền thông đa văn hóa và đa cá nhân và những người khác có thể đóng một vai trò quan trọng trong tương lai của quan hệ quốc tế có thể là một chủ đề cho nghiên cứu thêm bởi các cá nhân / nhóm quan tâm và được khuyến khích ở cấp giáo dục.
Người  làm nghiên cứu chính sách đối ngoại trong thế kỷ 20 không biết rằng có hay không các tổ chức làm việc chặt chẽ nhất với chính sách đối ngoại giữ các nội dung thống kê kinh nghiệm không giống như các tính toán bảo hiểm thống kê giữ bởi các tổ chức của bảo hiểm ngành công nghiệp đánh giá rủi ro và nguy hiểm liên quan (ví dụ, khi tình hình "C" đã xảy ra trước đó và chủ đề bao gồm các trường hợp "E" và "L", nó được xử lý như thế nào và kết quả là gì? Khi nào kết quả hòa bình và hòa giải dẫn đến mối quan hệ tốt hơn từng có được thông qua hành động đã được xem xét và hành động đó là gì?).
Các nhà nghiên cứu làm việc với chính sách đối ngoại có thể được chia thành hai nhóm:
1. Các nhà nghiên cứu chiến tranh thế giới coi chính trị quốc tế và chính sách đối ngoại là một lĩnh vực nghiên cứu duy nhất
2. Các nhà nghiên cứu thừa nhận chính sách đối ngoại là một nguồn chứ không phải là bản chất của chính trị quốc tế và đưa nó vào nghiên cứu như một chủ đề

(Nhóm thứ hai hạn chế việc viết tập trung vào hoạch định chính sách đối ngoại.)
Các công trình của nhóm thứ hai đến gần hơn với lý thuyết về chính sách đối ngoại, nhưng không có nỗ lực xây dựng một lý thuyết cơ bản về chính sách đối ngoại. Các tác phẩm của Hans Morgenthau về các yếu tố chính của chính sách đối ngoại dường như đã bao trùm hầu hết các lĩnh vực.